# The Fog of War - La guerra secondo Robert McNamara
The Fog of War - La guerra secondo Robert McNamara (The Fog of War) è un documentario del 2003 diretto da Errol Morris, presentato fuori concorso al 56º Festival di Cannes e vincitore del Premio Oscar come miglior documentario.
Il documentario segue la traccia del libro di Robert McNamara, pubblicato nel 1995, In Retrospect: The Tragedy and Lessons of Vietnam. Con lucidità, senza auto-indulgenza, a volte con accenti commossi (ad es. nel ricordare la morte del suo amico John Fitzgerald Kennedy), l'ex professore di Harvard, l'ex presidente della Ford, l'ex segretario alla difesa degli Stati Uniti, persona assai influente nel XX secolo, parla degli avvenimenti bellici che lo videro protagonista.
Nel 2019 è stato scelto per la conservazione nel National Film Registry della Biblioteca del Congresso degli Stati Uniti

## Trama
McNamara esordisce dicendo che qualsiasi comandante militare ammetterà di avere commesso degli errori e il buon senso dice di non ripetere gli stessi errori. Magari si può ripetere lo stesso errore due, tre volte, quattro o cinque, ma con le armi nucleari basta un unico errore e si distruggono intere nazioni.
- Lezione numero 1: entra in empatia con il tuo nemico, empathise with your enemy.

McNamara ripercorre con la memoria le tappe della crisi dei missili di Cuba. Negli anni 1950 e 1960 i capi di stato maggiore degli Stati Uniti avevano paura di un'imminente guerra nucleare con l'Unione Sovietica, quindi i responsabili militari di entrambe le nazioni si tenevano d'occhio a vicenda; un delicato equilibrio di armamenti teneva in piedi la pace nel mondo, ma fra i due colossi era in corso un feroce spionaggio definito guerra fredda. Le ricognizioni aeree degli U-2 su Cuba, il 14 ottobre 1962, rivelavano che sull'isola l'esercito cubano stava installando postazioni missilistiche di importazione sovietica, con missili balistici atomici a media gittata: l'SS-4 Sandal, gittata 2.000 km, e l'SS-5 Skean, gittata 3.500 km. Queste installazioni compromettevano l'equilibrio bellico fra Russia e Stati Uniti, potendo colpire gli Stati Uniti in un raggio di 3.500 km con un preavviso di 5 minuti e uccidere in un solo colpo 90 milioni di americani. Gli Stati Uniti avrebbero risposto all'attacco russo, nel giro di 5 minuti, per mezzo delle postazioni missilistiche americane installate in Italia e in Turchia, dotate di missili balistici Jupiter, gittata 5.500 km. Inoltre si prepararono per un bombardamento a tappeto delle postazioni cubane e mobilitarono 180.000 uomini per l'invasione di Cuba.
McNamara descrive il proprio ruolo durante la Crisi dei missili di Cuba, nell'ottobre 1962, che consisteva nel preparare un piano d'attacco e nel pensare alle conseguenze che ne sarebbero scaturite. Kennedy non voleva un attacco perché la conseguenza avrebbe potuto essere una guerra nucleare e l'invasione dell'Europa da parte dell'esercito russo. Il generale Curtis LeMay, comandante in capo dello Strategic Air Command (SAC), premeva perché gli Stati Uniti attaccassero per primi e distruggessero completamente Cuba, e se ci fossero state conseguenze avrebbero risposto adeguatamente. Il 27 ottobre Nikita Chruščёv scrisse due messaggi: 1) se ci garantite di non invadere Cuba, toglieremo i missili; 2) se ci attaccate, siamo pronti ad affrontarvi con una potenza militare massiccia. Llewellyn E. "Tommy" Thompson Jr., ex ambasciatore a Mosca, che conosceva bene Chruščëv, riuscì a convincere Kennedy a patteggiare il ritiro dei missili russi da Cuba in cambio della promessa americana di non invadere mai più Cuba come aveva tentato con lo sbarco nella baia dei Porci. McNamara trae spunto per una riflessione (viene in mente Il dottor Stranamore di Stanley Kubrick), su come la disposizione all'errore dell'essere umano, unita al controllo di eccezionali potenzialità distruttive a disposizione in 15 minuti, il ricorso alle quali può essere deciso da un'unica persona, rischiò di portare uomini razionali come John Fitzgerald Kennedy, Nikita Chruščёv e Fidel Castro sull'orlo di una guerra nucleare, a DEFCON 2 e all'annientamento delle rispettive nazioni. McNamara dice: "Quello che non sapevo era che Allen Dulles, direttore della CIA, aveva sottoposto all'approvazione del presidente Eisenhower un piano per assassinare Fidel Castro. Questo piano per assassinare Fidel Castro era continuato sotto l'amministrazione Kennedy e più tardi sotto l'amministrazione Johnson. Durante la crisi dei missili di Cuba, conseguenza del tentativo di invasione di Cuba, Chruščëv, nella lettera inviata nell'ottobre 1962 al presidente Kennedy, scrisse: «Se i popoli non dimostrano saggezza, si scontreranno come talpe cieche e l'annientamento sarà reciproco.»"
- Lezione numero 2: la razionalità non ci salverà, rationality will not save us.

McNamara riconosce che durante la crisi di cuba la tragedia venne evitata per fortuna, non grazie alla ragione. Non tutto lo stato maggiore statunitense era convinto del successo, anzi il generale LeMay sosteneva che fosse stata una sconfitta, in quanto si sarebbe dovuto attaccare e distruggere i russi data la superiorità delle armi atomiche. McNamara dice: "È giusto e corretto che oggi esistano 7.500 testate nucleari, delle quali 2.500 possono essere lanciate in 15 minuti, da un solo essere umano?". Nel 1918 è finita la prima guerra mondiale e il presidente Wilson sognava che non si ripetessero più guerre e che i conflitti fra le nazioni si sarebbero risolti ad un tavolo di trattative. McNamara ripercorre le tappe della propria istruzione: "In prima elementare le lezioni si tenevano in una baracca di legno ma la maestra era molto brava. Ero il primo della classe e né cinesi né giapponesi né ebrei riuscivano a portarmi via il posto. In seguito fui soprannominato 'Mister ho una risposta per tutto' perché ero capace di semplificare le cose, ma il mio atteggiamento a volte appariva arrogante. Volevo iscrivermi alla Stanford University ma la mia famiglia non poteva permettersela, quindi mi iscrissi all'Università di Berkeley, nel periodo della Grande depressione quando c'erano 25 milioni di disoccupati; della mia classe su 3.500 persone solo 3 furono scelti per la Phi Beta Kappa Society, il secondo ero io ed ebbi una borsa di studio per andare all'Università di Harvard".
- Lezione numero 3: c'è qualcosa al di là di se stessi, there's something beyond one's self.

A Berkeley McNamara studia filosofia, in particolare logica ed etica; mettevano l'accento sui valori e su qualcosa al di là di se stessi, la responsabilità verso la società. Dopo due anni all'università di Harvard, tornò a San Francisco e si sposò. Poi scoppiò la guerra, mentre era assistente professore alla facoltà di economia di Harvard. Il preside aprì un corso di statistica per l'aeronautica e l'aeronautica aveva bisogno di uno studio statistico, perché aveva problemi con i bombardieri. L'indice di fallimento delle missioni era del 20%, perché i bombardieri avevano dei guasti. Si scoprì che questi guasti erano inventati dai piloti che, avendo paura, tornavano indietro. L'indice delle perdite era del 4%. Curtis LeMay, allora colonnello, emise un comunicato dicendo che sarebbe stato sul primo aereo di ogni missione, che tutti gli aerei decollati dovevano arrivare sul bersaglio e chi tornava indietro sarebbe finito davanti alla corte marziale. Il numero di fallimenti precipitò dalla sera alla mattina.
- Lezione numero 4: massimizzare l'efficienza, maximize efficiency.

McNamara, il quale misurava la produttività del complesso militare-industriale attraverso il rapporto tra il numero di morti inflitte al nemico rispetto a quelle subite, denuncia la ferocia e la mancanza di proporzionalità, rispetto al fine da raggiungere, degli atroci bombardamenti dei B-29 sui giapponesi nel corso della Guerra nel Pacifico; in particolare quello su Tokyo, con 100.000 vittime civili in un'unica operazione, di cui egli fu uno dei responsabili in qualità di addetto all'Ufficio di controllo statistico dell'Aeronautica (Office of Statistical Control).
- Lezione numero 5: la proporzionalità dovrebbe essere una linea guida in guerra, proportionality should be a guideline in war.

Per vincere una guerra è necessario uccidere 100.000 persone civili nel bombardamento di Tokyo, in una notte? Il generale Curtis LeMay, Capo di stato maggiore dell'aviazione degli Stati Uniti, con dei bombardamenti a tappeto, come aveva fatto ad Amburgo e a Dresda, fece bruciare con una tempesta di fuoco 67 città giapponesi, causando la perdita di 1,5 milioni di vite civili, più gli animali, prima di dare l'ordine di lanciare la bomba atomica su Hiroshima e Nagasaki, col permesso del presidente Harry Truman, il 6 e il 9 agosto 1945. Ciò è stato necessario per risparmiare vite umane fra i militari americani che dovevano invadere il Giappone. McNamara sostiene che il numero di civili uccisi nella seconda guerra mondiale è sproporzionato rispetto all'obiettivo che ci si proponeva di raggiungere. Questo è successo perché fra i comandanti di entrambe le fazioni non esistevano regole etiche di combattimento. Il generale Curtis LeMay diceva: "Se avessimo perso la guerra, saremmo stati noi ad essere processati come criminali di guerra". McNamara controbatte: "Lui ed anche io ci siamo comportati da criminali di guerra". LeMay riconosceva che le sue azioni sarebbero state considerate immorali, ma le considerava necessarie.
- Lezione numero 6: ottenere i dati, get the data.

McNamara avrebbe voluto tornare ad insegnare ad Harvard ma superò i test per entrare alla Ford. McNamara parla della sua esperienza alla Ford costruendo auto più economiche, come la Falcon, e più sicure. McNamara fece carriera alla Ford e come presidente della Ford guadagnava 800.000 dollari all'anno, ma rinunciò dopo cinque settimane per diventare Segretario della Difesa degli Stati Uniti, il 12 gennaio 1961, a 25.000 dollari all'anno, nell'amministrazione Kennedy, eletta l'8 novembre 1960 ed entrando in carica il 2 gennaio 1961. McNamara pensava che la guerra del Vietnam andasse inquadrata nel contesto della guerra fredda, invece era una guerra civile. Il Vietnam del Nord, con a capo Ho Chi Minh, voleva rispettare gli accordi della Conferenza di Ginevra (1954) che prevedevano la riunificazione del Vietnam del Nord col Vietnam del Sud e libere elezioni, mentre il Vietnam del Sud, con a capo Ngô Đình Diệm, autoproclamato presidente, voleva rimanere separato. Nacque una rivolta della popolazione del Vietnam del Sud, appoggiata dal Vietnam del Nord, contro la dittatura di Diem, appoggiata dall'amministrazione Kennedy.
McNamara, nel marzo del 1962, sottolineò davanti al Congresso che la strategia degli Stati Uniti doveva essere quella di evitare di partecipare direttamente alla guerra, mentre era alla ricerca di una rapida conclusione militare. In Vietnam nel 1963, c'erano 16.000 consulenti militari, McNamara propose a Kennedy di ritirarli nel giro di due anni. Il 2 ottobre 1963 Kennedy chiese quale fosse il motivo per rimuoverli: McNamara sosteneva che fosse per ridurre l'esposizione del personale combattente degli Stati Uniti. Kennedy annunciò la rimozione di tutti i consulenti militari dal Vietnam entro la fine del 1965 ma Diem venne rovesciato e ucciso in un colpo di Stato militare. Subito dopo ci fu l'assassinio di John Fitzgerald Kennedy il 22 novembre 1963, che McNamara ripercorre visibilmente commosso. Il suo successore, Lyndon B. Johnson, decise che aveva un impegno verso la libertà del Vietnam e paura dell'effetto domino, che avrebbe fatto cadere tutti i paesi asiatici sotto l'influenza comunista; quindi, invece di ritirare i consulenti militari come deciso da Kennedy, alzò ulteriormente il livello del coinvolgimento statunitense fin dal 27 luglio 1964, inviando altri 5.000 consiglieri militari nel Vietnam del Sud, il che portò il numero totale delle forze statunitensi in Vietnam a 21.000. L'effetto domino, nella storia degli anni successivi, non si verificò.
- Lezione 7: credere e vedere, spesso, sono entrambi sbagliati, belief and seeing are both often wrong.

McNamara svela i retroscena dell'incidente del golfo del Tonchino che, a partire da un siluramento mai avvenuto di due cacciatorpediniere americane, portarono Johnson a decidere da solo la definitiva escalation della Guerra del Vietnam. Johnson fu considerato artefice del disastro in Vietnam. Egli diceva di non cercare una guerra più estesa ma in realtà, con l'Operazione Rolling Thunder, fece sganciare sulla popolazione del Vietnam il doppio delle bombe sganciate durante la Seconda guerra mondiale in Europa Occidentale. Un vero business e un vero salasso per il contribuente americano, che costerà la drastica riduzione di tutte le altre spese in bilancio. McNamara applicava l'analisi statistica per misurare l'efficacia delle truppe combattenti. Egli conteggiava il numero dei nemici abbattuti invece che le conquiste di territorio o di obiettivi terrestri, per misurare il successo americano nella guerra. Purtroppo questo conteggio ha portato ad una guerra di logoramento, alla politica di infliggere enormi perdite al nemico fino a quando non ha altra scelta che arrendersi, ma non è stata una strategia efficace per vincere la guerra.
- Lezione numero 8: essere pronti a riesaminare il vostro ragionamento, be prepared to reexamine your reasoning.

Come segretario della difesa, durante la guerra del Vietnam, McNamara afferma di essersi considerato alle dipendenze del presidente eletto dal popolo americano e di portare avanti gli interessi del popolo. Cos'è giustificabile moralmente durante la guerra? Durante il suo segretariato, l'esercito statunitense impiegò l'Agent Orange come defoliante. Dopo la guerra si scoprì che era una sostanza tossica che aveva ucciso molti militari e civili venutici a contatto. Coloro che hanno fabbricato questo veleno e coloro che hanno dato l'ordine di usarlo hanno commesso un crimine contro l'umanità? Non c'era nessuna legge che dicesse quali sostanze si possono usare in guerra e quali no. McNamara sostiene che non avrebbe mai autorizzato un'azione illegale, e non è sicuro di essere stato lui ad avere autorizzato l'uso dell'Agent Orange. Certamente però riconosce che è stato usato mentre egli era segretario della difesa.

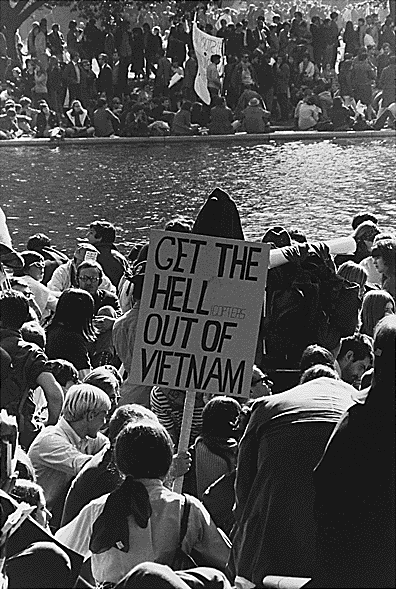
Protesta contro la guerra del Vietnam nel 1967.

- Lezione numero 9: al fine di fare del bene, potrebbe essere necessario impegnarsi nel male, in order to do good, you may have to engage in evil.

Norman Morrison si diede fuoco proprio sotto l'ufficio del segretario della difesa, il 2 novembre 1965, per protesta contro la guerra nel Vietnam,. La vedova disse che gli esseri umani devono smettere di uccidere altri esseri umani. McNamara sostiene di condividere questa idea, riconoscendo che a volte è necessario fare del male, ma bisogna ridurlo al minimo. Nella battaglia di Atlanta, il 22 luglio 1864, durante la Guerra di secessione americana, il generale William Tecumseh Sherman fece incendiare la città, che fu rasa quasi completamente al suolo, ma Sherman si giustificò dicendo che talvolta in guerra bisogna essere crudeli. Così la pensava anche Curtis LeMay: egli cercava di salvare la nazione e nel farlo era pronto a uccidere quanto necessario. Nel 1967, 50.000 persone si riunirono a Washington per dimostrare contro la guerra del Vietnam.
- Lezione numero 10: mai dire mai, Never say never.

Dopo che alcuni commentatori iniziarono a sostenere che la guerra del Vietnam si stesse trasformando in una situazione di stallo, McNamara controbatté che, come detto dal generale Westmoreland, le operazioni militari stavano compiendo fondamentali progressi. Non bisogna mai rispondere alla domanda che ti viene fatta, bisogna rispondere alla domanda che tu avresti desiderato che ti facessero. Quando parla della responsabilità della guerra del Vietnam, McNamara la attribuisce al presidente. Se Kennedy non fosse stato ammazzato, gli Stati Uniti non avrebbero mandato in Vietnam 500.000 uomini, come voluto da Johnson. McNamara sostiene che Johnson non riuscì mai a convincerlo, e viceversa.
Le inconciliabili divergenze fra McNamara, che consigliava a Johnson il 1º novembre 1967 un graduale disimpegno americano nella guerra del Vietnam, con la visione di Johnson e degli alti quadri militari, che erano convinti di vincere la guerra del Vietnam, portarono alla richiesta delle sue dimissioni. Tuttora l'ex-segretario ammette di non sapere se si è dimesso o se è stato licenziato. McNamara lo ricorda a Katherine Graham, editrice del Washington Post, e lei risponde: "Johnson mi conferì in una bellissima cerimonia alla Casa Bianca la medaglia per la libertà. Io non riuscii a dire niente. Se avessi risposto avrei detto: «So quello che pensano molti di Voi, pensano: quest'uomo è doppio, si è tenuto le cose per sé, non ha risposto ai desideri e alle aspirazioni del popolo americano; e io voglio dirvi che vi sbagliate. Johnson certamente aveva le sue idiosincrasie, non ha accolto tutti i consigli che gli sono stati dati, in molte occasioni i suoi consiglieri gli hanno suggerito di essere più affabile. Allora c'era il rischio di una guerra con la Cina e una guerra atomica e lui era deciso ad evitarlo. Poco dopo che me ne andai io, Johnson concluse che non poteva andare avanti e non si ricandidò.»" A quel punto erano morti circa 25.000 americani, meno della metà del numero finale di morti, 58.000 morti americani e 1.000.000 di vietnamiti morti nella guerra del Vietnam.
- Lezione numero 11: non si può cambiare la natura umana, you can't change human nature.

In chiusura, McNamara afferma che tutti sbagliamo, tutti sappiamo di sbagliare. Egli non conosce nessun comandante che non abbia mai sbagliato. La nebbia della guerra significa che la guerra è al di là della capacità di comprensione della mente umana e uccidiamo inutilmente. Giunto quasi ai 90 anni, McNamara registra il fallimento del sogno wilsoniano di un mondo senza guerre. Citando Thomas Stearns Eliot, McNamara riconosce la propria posizione nel suo percorso fin qui: "Non smetteremo di esplorare e alla fine della nostra esplorazione torneremo al punto di partenza e conosceremo quel luogo per la prima volta".

## Produzione
Errol Morris organizza il materiale registrato in 30 ore di conversazione con Robert Strange McNamara, Segretario della difesa coi Presidenti John Fitzgerald Kennedy e Lyndon B. Johnson. McNamara in 11 lezioni, cerca di trasmettere ciò che ha imparato nella sua vita. Le interviste a McNamara sono corredate di un'ingente mole di materiale documentario visivo e sonoro.
Le conversazioni registrate tra McNamara e i due Presidenti sono particolarmente interessanti, perché indicano una divergenza fra la posizione ufficiale di McNamara, come segretario alla difesa a suo tempo e le attuali rivelazioni, registrate su nastro.

## Critica
McNamara con questo documentario ci lascia la sua eredità morale. McNamara aveva studiato etica a Berkeley e ha adoperato questa sua conoscenza chiedendosi, ad ogni sua azione, se quello che stava facendo giovava al bene comune. Ora, all'età di 85 anni, avvicinandosi alla propria morte, facendo un bilancio sulla distruzione che ha portato nella propria vita, si rende conto delle vite distrutte nelle guerre in cui ha partecipato. Si rende conto delle vite che lui stesso ha partecipato a distruggere e dice: "Abbiamo fatto un errore, un tremendo errore".
Questo messaggio è stato da molti interpretato come un mea culpa tardivo e ormai inutile. Molti gli rimproverano di non aver parlato prima, di non essere riuscito a interrompere la guerra del Vietnam quando era Segretario alla Difesa degli Stati Uniti, quando i morti erano ancora pochi. McNamara a Berkeley aveva studiato cos'è la responsabilità, e un'ammissione di responsabilità dell'ex Segretario della Difesa degli Stati Uniti, per quanto tardiva, non è inutile, perché prevede un risarcimento dei danni prodotti in una causa di responsabilità civile.
McNamara è nato da un padre che era un venditore, ha frequentato le scuole elementari in una baracca ma la maestra era molto brava, è stato condizionato dalle ristrettezze economiche nelle proprie scelte vitali ma si è aiutato con borse di studio. Voleva fare il professore ad Harvard nella vita e invece ha dovuto entrare a lavorare nella Ford e ne è diventato il presidente, ma quando finalmente guadagnava il massimo che avrebbe potuto nella sua vita, ha rinunciato al guadagno per lavorare come Segretario della Difesa nell'amministrazione Kennedy, perché voleva mettere la sua intelligenza al servizio di una moltitudine.
Non aveva previsto che, fin dai primi giorni dalla sua assunzione come Segretario della Difesa, avrebbe avuto problemi di guerra. Era stato contrario all'invasione della Baia dei Porci ma Kennedy non gli diede ascolto. Fin dal 1963, aveva scelto il disimpegno dalla guerra in Vietnam e aveva suggerito a Kennedy il ritiro dei 16.000 consiglieri militari entro due anni, ma poi il 22 novembre il presidente venne assassinato e il suo successore, Johnson, si impegnò in una guerra in Vietnam in cui, nonostante McNamara lo avesse più volte avvertito, gli Stati Uniti sarebbero usciti sconfitti. Johnson non gli diede ascolto e fu proprio questa visione divergente che lo portò alla richiesta di dimissioni.
McNamara così andò a lavorare come dirigente della Banca Mondiale, a fare prestiti agli stati bisognosi d'aiuti economici. McNamara all'inizio del suo discorso parla di lezione per le generazioni future.
Questo è un messaggio pacifista di non distruggere mai più, perché qualsiasi distruzione può sfociare in un bombardamento atomico e nella distruzione reciproca. Sembra un messaggio ovvio ma non è così per le nazioni che vogliono avere e tenere ancora un arsenale atomico. Nessuna distruzione può portare al bene comune. Bisogna emancipare ed offrire alternative a chi si nutre della vita dei propri vicini.
Con la guerra, troppe ricchezze, in tasse, della popolazione vengono sprecate per il guadagno di una minoranza, con risultati inferiori a quelli che si sarebbero ottenuti facendo investimenti.

## Premi
- Premi Oscar 2004: miglior documentario
- National Board of Review Awards 2003: miglior documentario
- Independent Spirit Awards 2004: miglior documentario